# Robert W. Porter

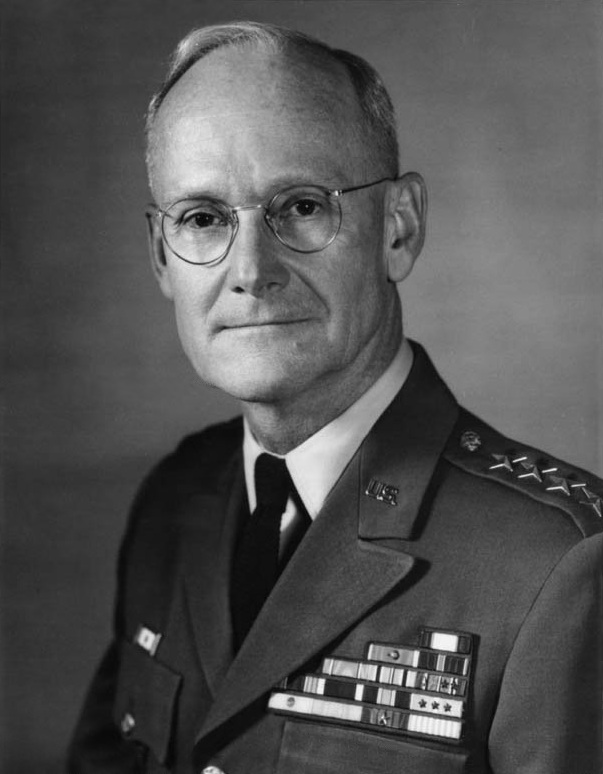
General Robert W. Porter, Jr.

Robert William Porter, Jr. (* 29. April 1908 in Alma, Harlan County, Nebraska; † 22. April 2000 in Charlottesville, Albemarle County, Virginia) war ein General der US Army, der zwischen 1965 und 1969 Oberkommandierender des Südkommandos der US-Streitkräfte (US Southern Command) war.

## Leben
Porter begann nach Abschluss der High School 1926 eine Offiziersausbildung an der US Military Academy in West Point, die er im Juni 1930 als Leutnant der Kavallerie abschloss. Im Anschluss fand er bis 1941 Verwendungen in verschiedenen Heereseinheiten und absolvierte daneben weitere Schulen des Heeres. Nach dem Eintritt der Vereinigten Staaten in den Zweiten Weltkrieg am 8. Dezember 1941 nahm er als Oberst und G-2-Stabsoffizier der 1. Infanteriedivision (1st Infantry Division), der sogenannten „Big Red One“, im November 1942 an der Operation Torch teil, der britisch-amerikanischen Invasion Französisch-Nordafrikas. Hierfür wurde er mit dem Legion of Merit ausgezeichnet. Nach weiteren Einsätzen in Tunesien und Libyen nahm er im Juli 1943 an der Operation Husky, der alliierten Invasion Siziliens, sowie später als G-2-Stabsoffizier des II. Korps (II Corps) an der alliierten Invasion in Italien teil. Für seine Leistungen in dieser Zeit erhielt er einen Bronzene Eichenblattzweig anstelle eines zweiten Legion of Merit.
Nach Ende des Zweiten Weltkrieges kehrte Porter 1945 in die USA zurück und war zunächst Referent für strategische Planung im US-Kriegsministerium sowie im Anschluss Verwaltungsoffizier beim Unterstaatssekretär für das Heer (Under Secretary of the Army). Nachdem er 1950 das National War College (NWC) in Fort Lesley J. McNair besucht hatte, folgten Verwendungen als Kommandeur des in Nürnberg stationierten 2. Gepanzerten Kavallerieregiments (2nd Armored Cavalry Regiment) sowie als stellvertretender Chef des Stabes für Operationen (Deputy G-3) im Hauptquartier der Alliierten Landstreitkräfte der NATO in Mitteleuropa LANDCENT (Allied Land Forces Central Europe). Danach fungierte er zwischen dem 9. September 1952 und dem 6. August 1953 als Chef des Stabes des in Nordkorea eingesetzten X. Korps (X Corps) und wurde für seine Verdienste in dieser Verwendung am 23. September 1953 erstmals mit der Army Distinguished Service Medal ausgezeichnet. Im Anschluss gehörte er als Mitglied dem Planungsausschuss des Nationalen Sicherheitsrates NSC (National Security Council) an, ehe er als Nachfolger von Generalmajor John Murphy Willems zwischen April 1956 und seiner Ablösung durch Generalmajor Thomas Fraley Van Natta III im Januar 1958 Kommandeur der in Frankfurt am Main stationierten 3. Panzerdivision (3rd Armored Division), der sogenannten „Spearhead“.
Nach seiner Rückkehr in die USA wurde Porter im Januar 1958 Assistierender stellvertretender Chef des Heeresstabes für Personal sowie daraufhin US-Vertreter der Ständigen Stellvertretergruppe der Central Treaty Organization (CENTO). Im April 1964 wurde er zum Generalleutnant befördert und als Nachfolger von Generalleutnant Garrison H. Davidson Kommandierender General der sogenannten „First In Deed“, der in Fort Jay auf Governors Island stationierten Ersten US-Armee (First US Army). Diesen Posten hatte er bis März 1965 inne und wurde daraufhin von Generalleutnant Thomas W. Dunn abgelöst. Zuletzt wurde er im März 1965 zum General befördert und löste General Andrew P. O’Meara als Oberkommandierender des in Fort Amador in der Panamakanalzone stationierten Südkommandos der US-Streitkräfte (US Southern Command) ab. Auf diesem Posten verblieb er bis zu seinem Ausscheiden aus dem aktiven Militärdienst im Februar 1969, woraufhin General George R. Mather seine Nachfolge antrat. Für seine Leistungen in dieser Zeit erhielt er am 7. April 1969 einen Bronzene Eichenblattzweig anstelle einer zweiten Army Distinguished Service Medal.
Nach seinem Eintritt in den Ruhestand lebte Porter als Wald- und Forstbesitzer in Virginia und wurde 1995 als Virginia Tree Farmer of the Year geehrt. Nach seinem Tode wurde er auf dem Porter Family Cemetery in Madison County bestattet.

## Auszeichnungen
Auswahl der Auszeichnungen, sortiert in Anlehnung der Order of Precedence of Military Awards:
- Army Distinguished Service Medal (2×)
- Legion of Merit (2×)